# Kei Yamaguchi
Kei Yamaguchi (født 11. juni 1983) er en tidligere japansk fodboldspiller.
Han har spillet for flere forskellige klubber i sin karriere, herunder Nagoya Grampus og JEF United Chiba.